# Anar Guliyev
Anar Adil oglu Guliyev (en azerí: Anar Adil oğlu Quliyev; Bakú, 8 de octubre de 1977) es Jefe del Comité Estatal de Planificación Urbana y Arquitectura de la República de Azerbaiyán desde 2020.

## Biografía
Anar Guliyev nació el 8 de octubre de 1977 en Bakú. En 1999 se graduó de la Facultad de Economía de la Academia Nacional de Aviación de Azerbaiyán como ingeniero-economista.
En 1999 comenzó su carrera en el Comité Estatal de Propiedad de la República de Azerbaiyán y se desempeñó como especialista en el Ministerio de Propiedad del Estado de la República de Azerbaiyán en 2000-2001. Ocupó los cargos diferentes en el Ministerio de Desarrollo Económico de la República de Azerbaiyán en 2001-2005.
En los años 2009-2016 fue jefe del departamento en la Reserva Estatal Histórica-Arquitectónica de “Icherisheher”. El 16 de mayo de 2014, Anar Guliyev fue galardonado con la medalla "Servicio público distinguido". El 19 de junio de 2019 fue designado Primer Jefe Adjunto del Comité Estatal de Planificación Urbana y Arquitectura.
El 8 de enero de 2020, por la orden del Presidente de Azerbaiyán, Ilham Aliyev, fue nombrado Jefe del Comité Estatal de Planificación Urbana y Arquitectura de la República de Azerbaiyán.